# Villa di Monteripaldi
La Villa di Monteripaldi si trova a Firenze in via San Michele a Monteripaldi 12-14.
La villa si formò attorno a un'antica torre fortificata, ancora visibile, rosalente al medioevo, mentre la facciata è cinquecentesca. La villa appartenne alla famiglia dei Bardi, che in questa zona aveva numerosi possedimenti.